# Bärnbach
Bärnbach ist eine Stadtgemeinde des Gerichtsbezirks bzw. Bezirks Voitsberg im Bundesland Steiermark, Österreich. Mit 1. Jänner 2015 wurde im Rahmen der Gemeindestrukturreform die Gemeinde Piberegg eingemeindet.
Die in der Weststeiermark gelegene Gemeinde erstreckt sich über 31,52 km² Fläche und ist mit 5816 Einwohnern (Stand 1. Jänner 2024) die drittgrößte Stadt des Bezirks Voitsberg.

## Geografie
Die Stadtgemeinde Bärnbach liegt im östlichen Teil des Bezirkes Voitsberg, etwa 17 Kilometer westlich der Landeshauptstadt Graz. Die Stadt liegt in einer Talebene zwischen dem Heiligen Berg und dem Knobelberg im Westen sowie den Höhenzügen von Hochtregist im Osten, am Zugang zum oberen Kainachtales. Das Stadtgebiet wird von Norden nach Süden hin von der Kainach durchflossen. Im Nordwesten bildet der Freisingbach die Gemeindegrenze zu Kainach bei Voitsberg.
Die Fläche der Stadtgemeinde beträgt 31,52 km², von denen 29,13 km² (Stand 2010) als land- und forstwirtschaftliche Nutzfläche genutzt werden. Das Stadtzentrum liegt auf einer Seehöhe von 424 Metern, während der Hirtlkogel an der Gemeindegrenze zu Köflach mit 961 Metern der höchste Punkt im Stadtgebiet ist.

### Geologie
Das Gebiet um den Ortskern von Bärnbach gehört geologisch zum Weststeirischen Becken und liegt an dessen nördlichem Rand, während die Katastralgemeinden Hochtregist und Piberegg geologisch zum westlichen Teil des Grazer Berglandes gehören. Die Beckenlage wird von Sedimentschichten aus dem Miozän dominiert, die über den oberkreidezeitlichen kristallinen Schichten des Kainacher Gosaus und Abfolgen des Grazer Paläozoikums liegen, während in den höheren Lagen das Kainacher Gosau nicht überdeckt ist. Die miözänen Schichten des Weststeirischen Beckens enthalten tiefgründige und teilweise mit Verwitterungsschutt durchsetzte Roterdböden und Konglomerate aus Kalk. In der Gegend um Bärnbach wurden mehrere Mulden entdeckt, die größere abbauwürdige Flöze an Braunkohle führten, die vor allem in der Oberdorfer Mulde gefördert wurden. Die Braunkohle bildete sich limnisch, also in der Umgebung eines Süßwassersees und stammt aus der Zeit des Ottnangiums.

### Klima
In der Gemeinde Bärnbach herrscht ein kontinental geprägtes, kühlgemäßigtes Klima vor, das einerseits durch die markante Beckenlage, andererseits aber auch durch die geschützte Lage an den Ausläufern eines Randgebirges beeinflusst wird. Das Winterhalbjahr zeichnet sich durch eine ausgesprochene Windarmut aus, wobei die Hauptwindrichtungen stark von den tagesperiodischen Talauswinden abhängen. Die Region neigt zudem zur Bildung von Talnebel.
Über das ganze Jahr verteilt kann es zu deutlichen Niederschlägen kommen, wobei das Maximum im Sommer und das Minimum im Winter liegt. Der durchschnittliche jährliche Niederschlag liegt bei 917 mm. Niederschlagsärmster Monat ist der Jänner mit einer Niederschlagsmenge von 36 mm. Dem gegenüber steht der Juli, der mit einem Durchschnitt von 128 mm der niederschlagsreichste Monat ist. Die Jahresmitteltemperatur liegt bei 7,9 °C. Der wärmste Monat ist der Juli mit durchschnittlichen 18,4 °C. Im Jänner, dem kältesten Monat, beträgt die Durchschnittstemperatur −3,5 °C.
|                        | Jan  | Feb  | Mär  | Apr  | Mai  | Jun  | Jul  | Aug  | Sep  | Okt  | Nov  | Dez  |   |     |
| Mittl. Temperatur (°C) | −3,5 | −1,3 | 3,3  | 8,1  | 13,3 | 16,7 | 18,4 | 17,5 | 13,4 | 8,2  | 2,6  | −1,9 | ⌀ | 7,9 |
| Mittl. Tagesmax. (°C)  | 0,3  | 3,2  | 8,5  | 13,8 | 19,2 | 22,5 | 24,6 | 23,6 | 19,3 | 13,2 | 6,1  | 1,2  | ⌀ | 13  |
| Mittl. Tagesmin. (°C)  | −7,2 | −5,8 | −1,9 | 2,5  | 7,4  | 10,9 | 12,2 | 11,4 | 7,6  | 3,2  | −0,8 | −4,9 | ⌀ | 2,9 |
|                        |      |      |      |      |      |      |      |      |      |      |      |      |   |     |
| Niederschlag (mm)      | 36   | 41   | 52   | 61   | 93   | 123  | 128  | 113  | 85   | 70   | 69   | 46   | Σ | 917 |

| −7,2 |

| −5,8 |

| −1,9 |

| 2,5 |

| 7,4 |

| 10,9 |

| 12,2 |

| 11,4 |

| 7,6 |

| 3,2 |

| −0,8 |

| −4,9 |

| −7,2 |

| −5,8 |

| −1,9 |

| 2,5 |

| 7,4 |

| 10,9 |

| 12,2 |

| 11,4 |

| 7,6 |

| 3,2 |

| −0,8 |

| −4,9 |

| N i e d e r s c h l a g | 36  | 41  | 52  | 61  | 93  | 123 | 128 | 113 | 85  | 70  | 69  | 46  |
|                         | Jan | Feb | Mär | Apr | Mai | Jun | Jul | Aug | Sep | Okt | Nov | Dez |

### Gemeindegliederung
Die Stadtgemeinde gliedert sich in drei Katastralgemeinden, die ursprünglich alle eigenständige Gemeinden waren, sowie in vier Ortschaften. Der Ortsteil Bärnbach unterteilt sich zudem in die vier Stadtteile Bärnbach, Kleinkainach, Mitterdorf sowie Oberdorf. Im südwestlichen Teil der Gemeinde befindet sich die Peter Leitner-Siedlung und im zentralen Gemeindeteil die Piberegg Rollsiedlung. Daneben gibt es die vier Rotten Afling, Freisinggraben, Hochtregist sowie Marienschacht im Norden, Nordwesten, Süden und Osten der Stadt.
Die Gemeinde gliedert sich in vier Ortschaften (Einwohner Stand 1. Jänner 2024):
- Bärnbach (4400 Ew.)
- Hochtregist (1092)
- Piberegg (162)
- Piberegg Rollsiedlung (162) (auch Josef-Roll-Siedlung)

Die Gemeinde besteht aus drei Katastralgemeinden (Fläche Stand 31. Dezember 2023):
- Bärnbach (455,1 ha)
- Hochtregist (1.260,05 ha)
- Piberegg (1.436,94 ha)

### Nachbargemeinden
An die Stadt Bärnbach grenzen im Uhrzeigersinn folgende Städte, Gemeinden und Ortschaften:
- im Norden die Gemeinde Kainach bei Voitsberg mit der Streusiedlung Breitenbach, den Ortschaften Kainach bei Voitsberg, Hemmerberg und Kohlschwarz, der Karl Ortner-Siedlung, den Rotten Freisinggraben und Afling sowie mit dem Bocklochgraben
- im Nordosten die Gemeinde Geistthal-Södingberg mit der Badsiedlung und der Ortschaft Södingberg
- im Südosten die Stadtgemeinde Voitsberg mit den Ortsteilen Lobmingberg, Tregist und Kowald
- im Süden die Gemeinde Rosental an der Kainach
- im Südwesten und Westen die Stadtgemeinde Köflach mit den Ortschaften Piber, Gradenberg und Graden sowie den Ortsteilen Knobelberg, Mitsch, Krenhof, Sonnleiten und Mitteregg

### Eingemeindungen
- Im Jahr 1901 wurde die bis dahin eigenständige Ortsgemeinde Oberdorf nach Bärnbach eingemeindet.[12]
- Am 1. Jänner 1952 wurde die bis dahin eigenständige Gemeinde Hochtregist mit der Gemeinde Bärnbach zusammengelegt.
- Am 1. Jänner 2015 folgte im Zuge der Steiermärkischen Gemeindestrukturreform die Zusammenlegung der Gemeinde Piberegg mit Bärnbach zur so neu geschaffenen Stadtgemeinde Bärnbach.[2]

## Geschichte
Durch archäologische Funde am Heiligen Berg konnte eine Besiedelung des Gebietes um Bärnbach seit der Jungsteinzeit belegt werden. In der Zeit um 800 vor Christus, während der jüngeren Urnenfelderkultur entstand am Heiligen Berg eine für die damalige Zeit große und befestigte Höhensiedlung. Bei den durch das Landesmuseum Joanneum in den Jahren 1975/1976 durchgeführte Grabungen in der Höhensiedlung wurden die Reste von Häusern sowie zahlreiche Tongefäße freigelegt, was zu der Annahme führte das diese Höhensiedlung ein sogenanntes Töpferdorf war. Weiters wurden bei dieser Grabung auch Hinweise auf eine Besiedlung des Heiligen Berges während der Kelten- und Römerzeit sowie während der Spätantike entdeckt. Aus der römischen Kaiserzeit wurden mehrere Römersteine gefunden. Um 600 vor Christus begannen die Slawen im Gebiet um Bärnbach zu siedeln. Ab dem 10. Jahrhundert kam es zur Einwanderung von bairische Siedlern, wodurch die slawischen Einflüsse immer mehr durch bayrische verdrängt wurden. Heute erinnern noch einige slawische Ortsnamen an die ursprünglich slawische Bevölkerung.
Der Ort Bärnbach wurde vermutlich nur kurze Zeit nach dem Pfarrort Piber, aber noch vor 1100 im sogenannten Forst durch bairische Siedler an der Einmündung des Freisingbaches in die Kainach gegründet. Die erste urkundliche Nennung als Pernpach im Rationarium Styriae erfolgte 1268/69, eine weitere Nennung als Hirzo de Perinpach erfolgte 1277. Durch den damaligen Ort führte eine wichtige Straße entlang der Kainach in die Obersteiermark. Auf ihr wurden vor allem Getreide und Wein in die Gegend um das heutige Knittelfeld gebracht und von dort Salz und Eisen nach Voitsberg. Um diese Straße zu schützen, wurde vermutlich im 13. Jahrhundert das Schloss Alt-Kainach errichtet, welches aus einem ursprünglichen Wehrturm entstand. Im Jahr 1400 belehnte Rudolf Lichtenegger, der damalige Abt des Stiftes St. Lambrecht den Ritter Hans Gradner mit fünf Gütern in Bärnbach und Gößnitz. Im 14. Jahrhundert entstanden auch die Schlösser Kleinkainach und Krottenhof. Das 1553 in den Adelsstand erhobene Rittergeschlecht der Kainacher spielte vom 13. Jahrhundert bis zu Beginn des 17. Jahrhunderts eine wichtige Rolle in der Entwicklung des Ortes Bärnbach. Da die Kainacher aber Protestanten waren, verließen sie 1603 die Steiermark und kauften Güter in Niederösterreich.
Im Jahr 1782 erfolgte die urkundliche Erwähnung als Bernbach. Bärnbach war bis in das 19. Jahrhundert hinein ein kleiner Ort mit rein bäuerlicher Struktur, so bestand der Ort im Jahr 1825 laut dem Franziszeischen Kataster aus 25 Häusern. Durch Zusammenschluss der Ortschaften Hochtregist, Mitterdorf und Oberdorf begann die Ortschaft anzuwachsen und sich zu einem größeren Ort zu entwickeln. Die Bevölkerung wuchs vor allem aufgrund des nun begonnenen Abbaus der Braunkohle in Oberdorf sowie der 1805 gegründeten Glashütte Oberdorf, welche heute zur Stölzle-Glasgruppe gehört.
Nach 1945 wurden einige Schulklassen aus der näheren Umgebung nach Bärnbach verlegt und man begann mit dem Bau von Siedlungen, eines Festsaales sowie eines Kinos. Am 1. Jänner 1952 wurde die bis dahin eigenständige Gemeinde Hochtregist mit Bärnbach zusammengelegt. Im darauf folgenden Jahr wurde Bärnbach zu einer Marktgemeinde erhoben. Im Jahr 1977 erfolgte die Ernennung zur Stadt.
Im Juni 2018 wurde bekannt, dass Bärnbach und seine Nachbargemeinde Voitsberg per Ende 2019 unter dem Namen Voitsberg-Bärnbach zu fusionieren planten. Auch eine zusätzliche Inklusion der Gemeinden Köflach, Rosental und Maria Lankowitz wurde im Juni 2018 diskutiert – diese Idee für eine Weststeiermark City ist schon älter. Alleine eine Fusion von Köflach, Voitsberg und Rosental hätte mit 25.000 Einwohnern die nach Graz zweitgrößte Stadt der Steiermark entstehen lassen. Die Pläne scheiterten am Ergebnis einer Bürgerbefragung. Während die Bevölkerung von Voitsberg für eine Zusammenlegung der beiden Gemeinden stimmte, waren die Bärnbacher Bürger großteils dagegen.

### Ortsname
Der Name Bärnbach setzt sich aus den zwei Silben Bärn- und -bach zusammen. Während der Namensteil -bach auf einen Bach schließen lässt, leitet sich der Namensteil Bärn- entweder vom althochdeutschen Pero für Bär oder dem althochdeutschen Personennamen Pero oder Bero ab. Der Ortsname bedeutet also entsprechend entweder Bärenbach oder Bach des Pero.

## Kultur und Sehenswürdigkeiten

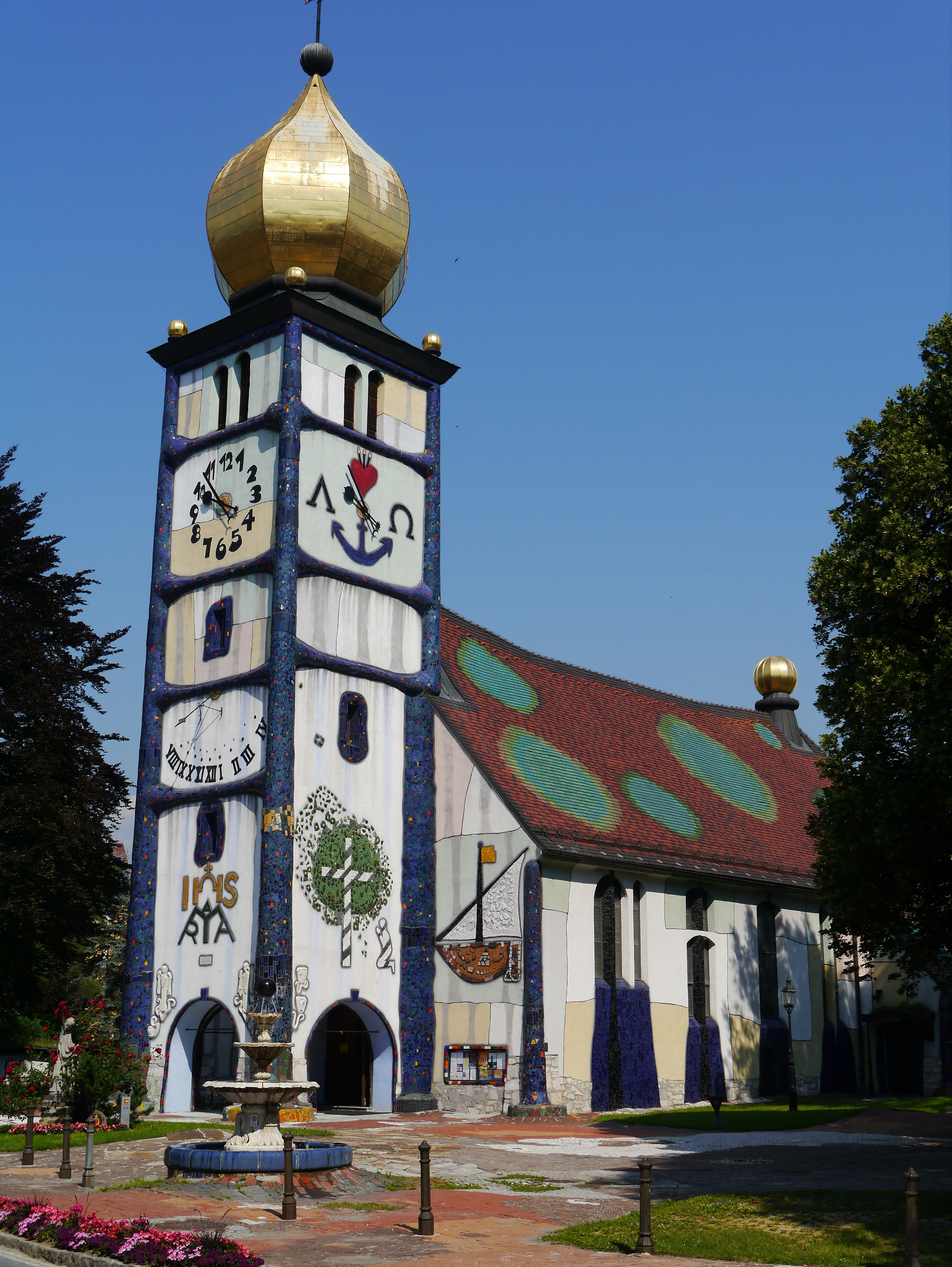
Hundertwasserkirche – Barbarakirche umgestaltet von F. Hundertwasser (2012)

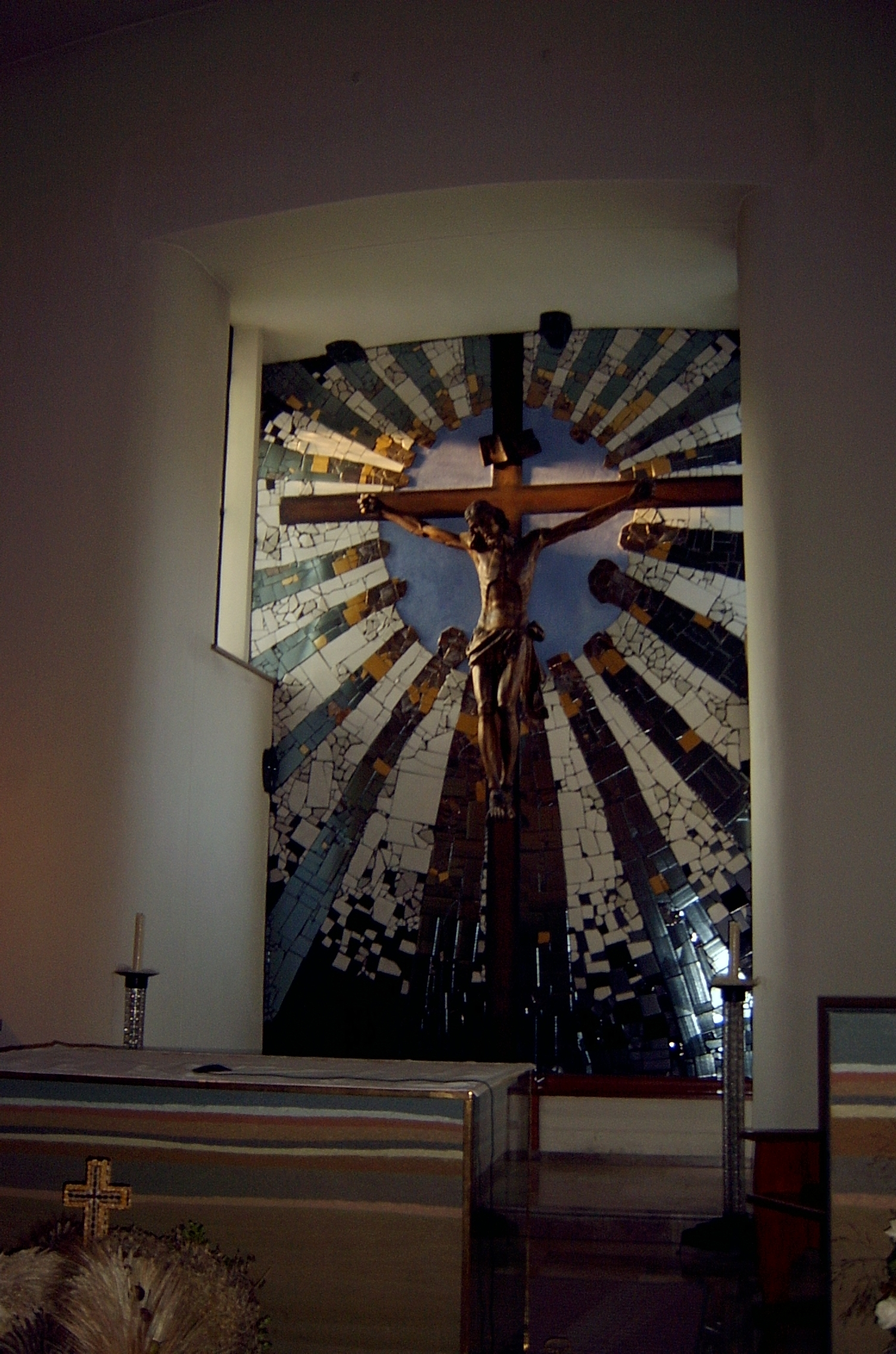
Altarbild in der Pfarrkirche

- Hundertwasserkirche: Hauptattraktion ist die im Zentrum liegende Pfarrkirche hl. Barbara, die 1948 erbaut und 1988 vom Architekten Friedensreich Hundertwasser vor allem außen umgestaltet wurde und dadurch jetzt als Hundertwasserkirche bekannt ist. Der Innenbereich ist im Gegensatz schlicht und von einigen einheimischen Künstlern gestaltet worden. Die Glasfenster wurden von Franz Weiss entworfen. Ein Bilderzyklus zum Vater unser wurde von Kurt Zisler gestaltet.[17]
- Stölzle-Oberglas: Das Glasmuseum der Firma zeigt Exponate zur Geschichte und Technik des Glasbläserhandwerks. In den letzten Jahren entwickelte sich die Stadt des Glases und der Kohle zu einer Kunst- und Kulturstadt.
- Historische Baudenkmäler am „Heiligen Berg“ mit seiner dreitausendjährigen Siedlungsgeschichte und dem Karmel-Kloster sowie dem Renaissanceschloss Alt-Kainach, dessen romanisch-gotischer Wehrturm bereits im 13. Jahrhundert errichtet wurde. Im Schloss Alt Kainach befindet sich seit 1968 ein burgenkundliches Museum.
- Mosesbrunnen: 1998 schuf Ernst Fuchs den Brunnen.
- 1992 Fassade der Neuen Mittelschule, gestaltet vom Künstler Robert Zeppel-Sperl
- Dorfkapelle Tregist in Hochtregist, gestaltet von Franz Weiss

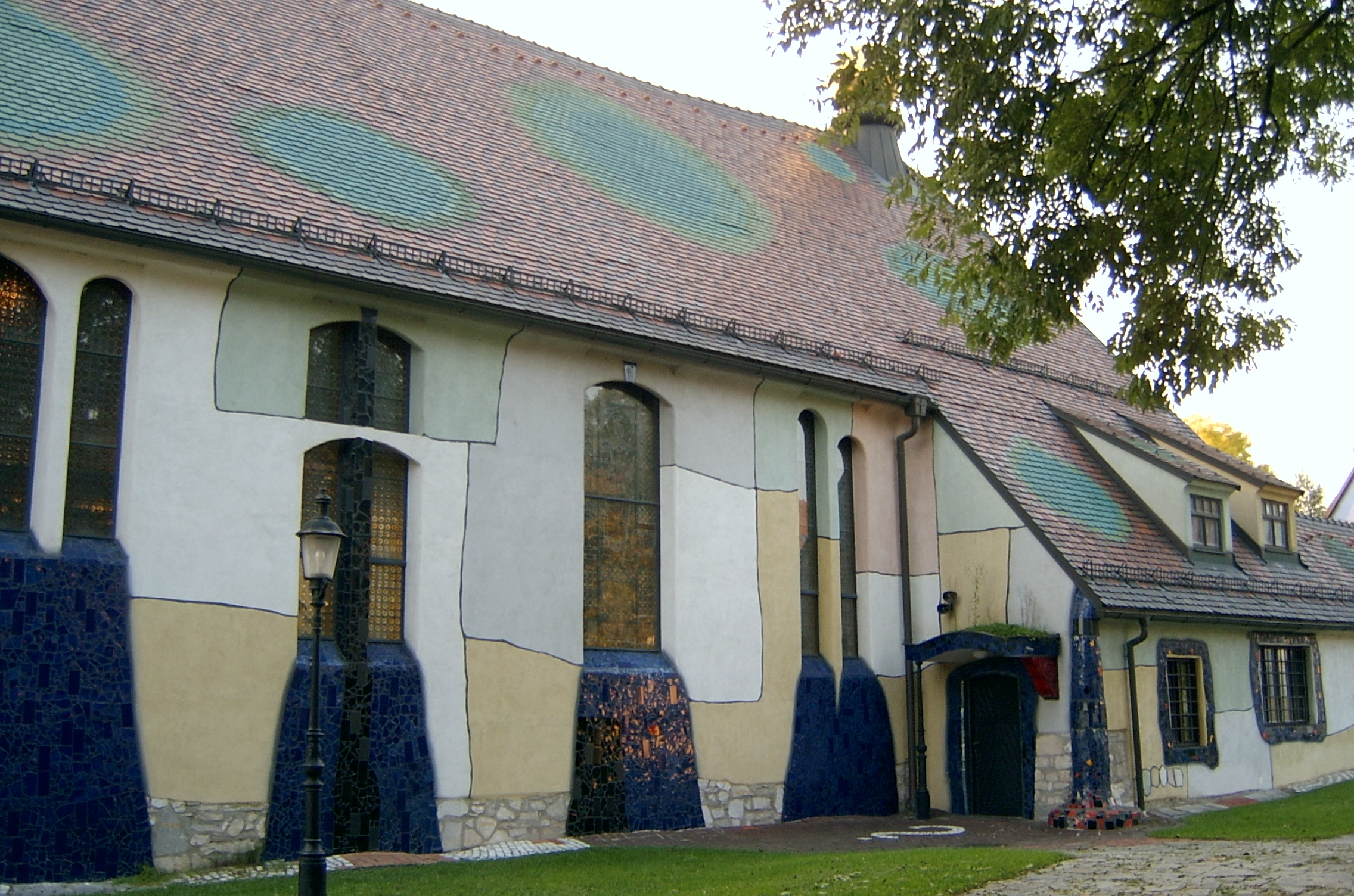
Kirche seitlich mit Pfarrhof
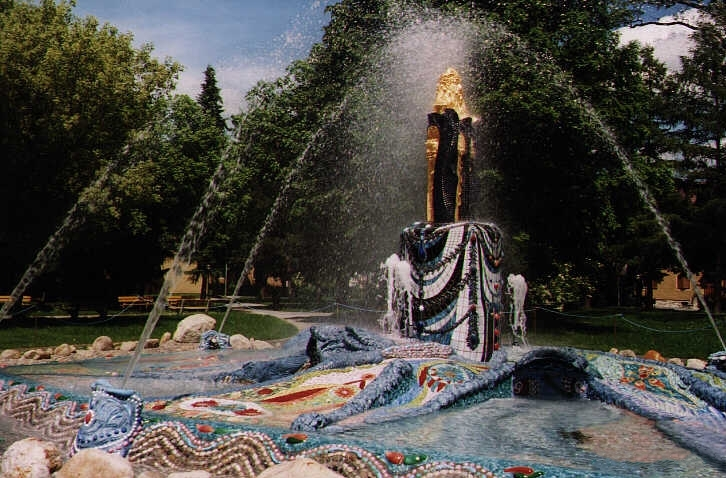
Mosesbrunnen von Ernst Fuchs
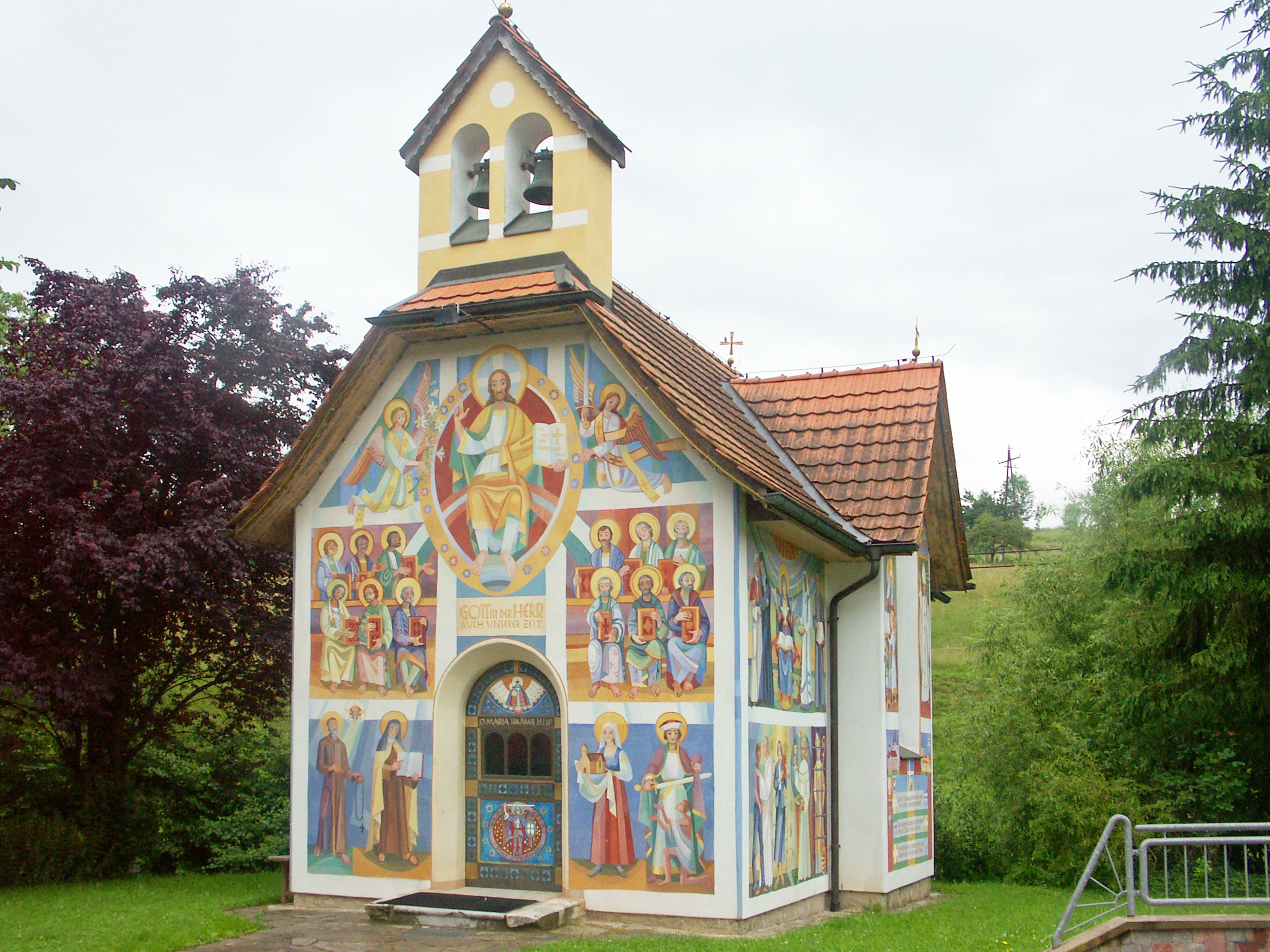
Tregister Dorfkapelle
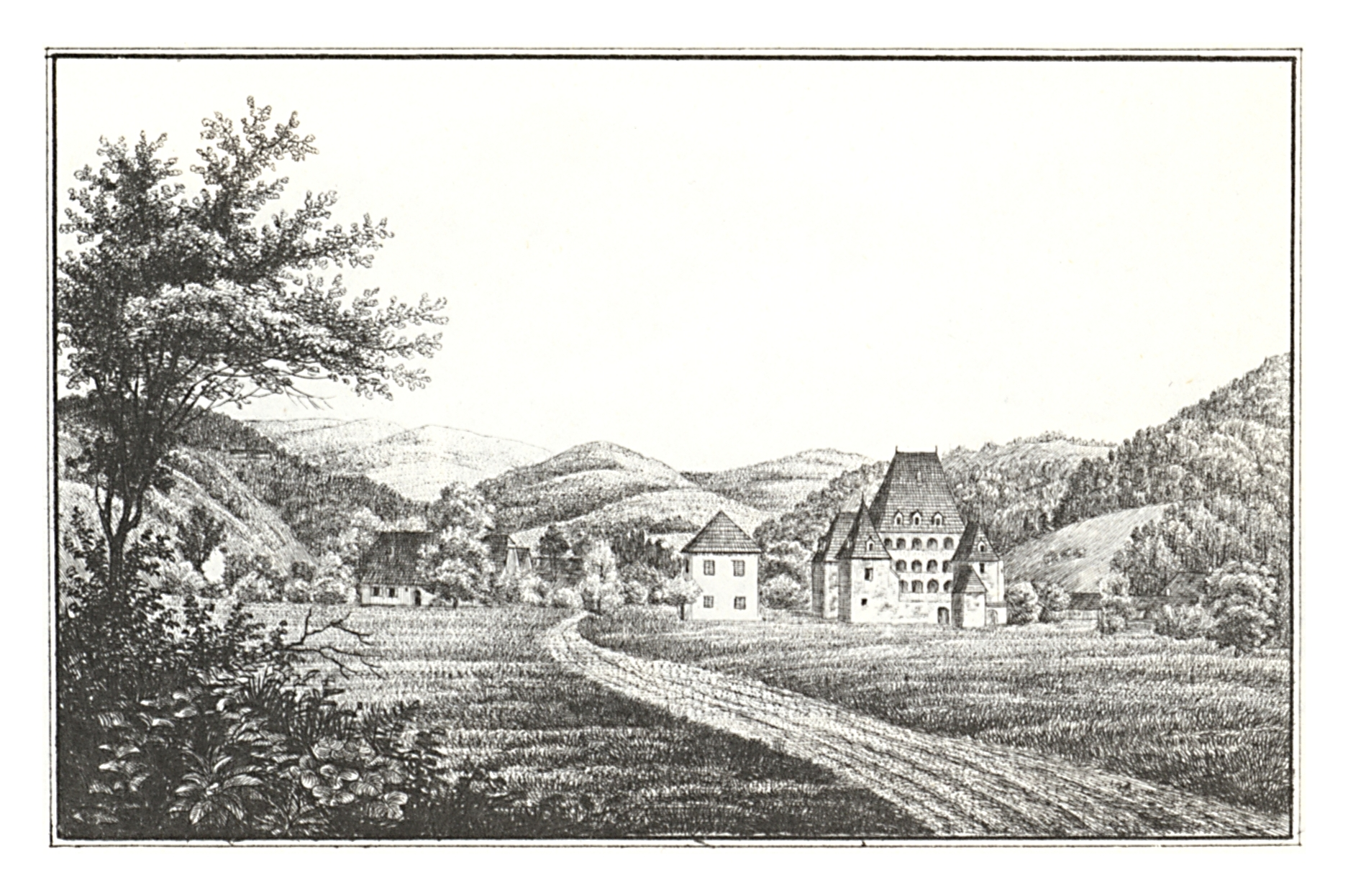
Schloss Alt-Kainach um 1830, Lith. Anstalt J.F. Kaiser, Graz
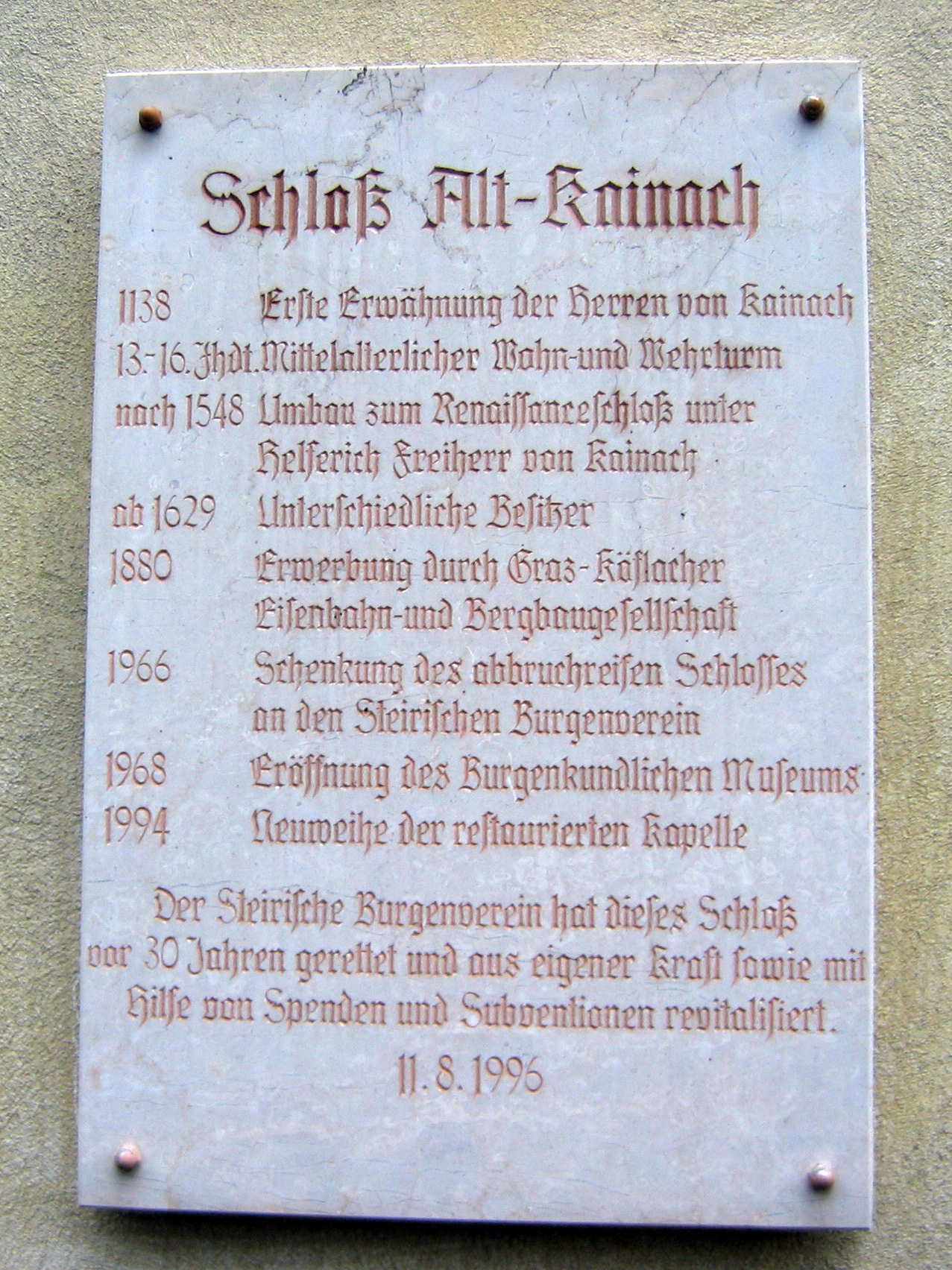
Kurzgeschichte des Schlosses Alt-Kainach

## Wirtschaft
In früheren Zeiten, war Bärnbach besonders für seine Kohlemine und die Glasbläserkunst bekannt.
Heute sind wichtige Wirtschaftsbetriebe:
- das Glaszentrum Bärnbach
- das WEZ (Weststeirisches Einkaufszentrum)
- Binder Feuerungstechnik
- die Firma Remus; im September 2021 wurde die Schließung des Werkes in Bärnbach mit Ende 2021 bekannt.[18]
- der Telepark Bärnbach als Impulsgeber und Know-how-Drehscheibe

### Tourismus
Die Gemeinde bildet gemeinsam mit Köflach, Maria Lankowitz und Voitsberg den Tourismusverband Lipizzanerheimat. Dessen Sitz ist in Köflach.

### Öffentliche Einrichtungen
Die Stadt Bärnbach ist die einzige Stadt der Steiermark, in welcher keine eigene Polizeiinspektion besteht. Diese wurde im Jahr 2004 geschlossen. Vom steiermärkischen Landtag wurden 2008 und 2010 Anträge beschlossen, welche die Bundesregierung aufforderten, wieder eine Polizeiinspektion zu eröffnen. Diese Anträge erreichten ihr Ziel jedoch bis heute nicht.

## Politik
Der Gemeinderat setzte sich nach der Wahl im Juni 2020 zusammen aus:
- 19 Mandataren der SPÖ
- 5 Mandataren der ÖVP
- 1 Mandatar der FPÖ[21]

### Bürgermeister
- 2004–2014 Maximilian Kienzer (SPÖ)[22]
- 2014–2019 Bernd Osprian (SPÖ)
- seit 2019 Jochen Bocksruker (SPÖ)[23][24]

### Wappen

Piberegg

Beide Vorgängergemeinden hatten je ein Gemeindewappen. Wegen der Gemeindezusammenlegung verloren diese mit 1. Jänner 2015 ihre offizielle Gültigkeit.
Die Verleihung des Gemeindewappens für Bärnbach erfolgte am 1. September 1953 mit Wirkung vom 15. September 1953, die Wiederverleihung erfolgte unverändert mit Wirkung vom 30. September 2015.
Blasonierung (Wappenbeschreibung):
„In einem goldenen, von einem erniedrigten blauen Wellenbalken durchzogenen Schild oben ein rechts schreitender schwarzer, rot bezungter und bewehrter Bär, unten eine golden gesamte fünfblättrige rote Rose mit grünen Winkelblättern.“

## Persönlichkeiten

### Ehrenbürger
- 1977: Hannes Bammer (1922–2017), Landesrat[26]

### Söhne und Töchter der Stadt
- Alois Zinke (1892–1963), Chemiker und Hochschullehrer
- Josef Modl (1931–2022), Politiker der SPÖ, Abgeordneter zum Nationalrat 1975–1984
- Toni Maier (* 1949), Musiker, Pädagoge und Komponist